# Pakt o stabilitě a růstu
Pakt o stabilitě a růstu je dohoda mezi členy eurozóny ohledně koordinace jejich rozpočtových politik tak, aby případnými vysokými schodky státních rozpočtů nebo vysokými veřejnými dluhy neohrožovaly stabilitu eura a nezvyšovaly inflaci v eurozóně. Tato dohoda se částečně vztahuje i na země Evropské unie, které nepřijaly euro jako svou měnu.
Současné zásady:
- schodek veřejných financí nesmí překročit 3 % HDP
- veřejný dluh musí být menší než 60 % HDP nebo se musí snižovat

Pokud hrozí, že nějaká země nedodrží tyto podmínky, může být Evropskou komisí napomenuta. Pokud tyto podmínky ani poté nedodrží, musí vypracovat plán, jakým způsobem je chce v budoucnu zase dosáhnout. Jestliže ani poté nepostupuje podle tohoto plánu, mohou z toho vyplývat následující sankce:
- peněžní sankce ve výši 0,2–0,5 % HDP země v závislosti na závažnosti porušení dohody
- Rada může požadovat složení určité peněžní částky, která se zemi vrátí, až bude zase splňovat kritéria Paktu o stabilitě a růstu
- země může být vyzvána, aby před vydáním dluhopisů zveřejnila veškeré údaje o této emisi
- Evropská investiční banka může být vyzvána, aby změnila svoji výpůjční politiku vůči této zemi

Tyto sankce se neuplatňují v případě mimořádné události (např. přírodní katastrofa) nebo dlouhotrvající hospodářské krize. O sankcích rozhoduje dvoutřetinovou většinou hlasů Rady, dotyčná země nemá při tomto rozhodování žádný hlas.
Pakt o stabilitě a růstu byl některými evropskými politiky kritizován, že nerespektuje přirozené hospodářské cykly – například Romano Prodi, bývalý předseda Evropské komise, ho nazval jako „stupidní“. Podle některých ekonomických teorií jsou v recesích potřeba vyšší veřejné výdaje jako impuls pro ekonomiku, mají však za následek zvyšování rozpočtového schodku. Později se ukázalo, že Pakt je v podstatě nepoužitelný proti schodkům velkých zemí jako Francie a Německo, ačkoliv právě ony jej v minulosti vehementně prosazovaly.
Především na popud Francie a Německa, které dlouhodobě porušovaly tříprocentní pravidlo, se Rada Evropské unie v březnu 2005 dohodla na nových pravidlech Paktu o stabilitě a růstu: zvětšil se počet možností, kdy lze překročit tříprocentní deficit veřejných financí a období než EU přistoupí k sankcím se prodloužilo. Toto bylo velice kritizováno menšími státy, které se snažily udržet schodky svých rozpočtů ve stanovených mezích za cenu velkých obětí.